# Матеуш Лаховський
Матеуш Ляховський (пол. Mateusz Lachowski; нар. 10 січня 1992, м. Люблін, Польща) — польський військовий кореспондент, журналіст, режисер.

## Життєпис
У 2011 році закінчив I ліцей ім. Станіслава Сташича в Любліні. У 2012 році закінчив акторську студію «Lart Studio». Того ж року розпочав навчання на юридичному факультеті Ягеллонського університету. У 2014–2015 роках також вивчав політологію в цьому ж університеті за спеціальністю «журналістика». З 2017 року студент режисури в Державній школі кіно, телебачення і театру в Лодзі.
У вересні 2022 року був зображений на обкладинці журналу «Press».
21 грудня 2023 року приєднався до Польського телебачення як репортер програми "19.30".
Матеуш Ляховський веде канал з репортажами та інтерв'ю "Кореспондент ПЛ" на платформі YouTube. Канал станом на січень 2024 року налічував 110 000 підписників.

### Російсько-українська війна
Вперше в Україну поїхав у 2019 році, щоб зняти документальний фільм про медсестер, які воюють на сході України.
З 24 лютого 2022 року перебуває в Україні через вторгнення Росії в Україну. Він був першим польським журналістом, який повідомив про різанину в Бучі. Співпрацював з TVN24, Radio Zet, Super Express, RMF FM. З липня 2022 року по жовтень 2023 року був постійним кореспондентом Polsat News з офісом у Києві. Він робив репортажі з місця подій, включаючи звільнення Херсона та падіння Бахмута. Матеуш є автором воєнних репортажів у Newsweek Polska.
Матеуш Ляховський, працюючи кореспондентом Polsat News в Україні, отримав визнання в українських ЗМІ. Репортаж про його роботу з'явився у програмі новин "Марафон".

### Війна між Ізраїлем та Хамасом
У жовтні та листопаді 2023 року Матеуш робив репортажі про війну Ізраїлю проти ХАМАСу. У цей час він перебував в Ізраїлі, Палестинській автономії та на околицях Сектора Гази.

## Фільмографія
- 2018: Моє хороше життя — документальний фільм про молодих батьків; шкільний етюд[15]
- 2020: Залізні номери — документальний фільм про медиків, які готуються до війни на сході України[16]
- 2021: Білий Потік — як другий режисер у фільмі Міхала Грибовського[15]

## Нагороди
- Премія «Громадянський журналіст», присуджена Журналістським товариством (2022)[17].
- 2022 - Третє місце в конкурсі "Журналіст року Grand Press"[18].
- 2022 - Нагороджений Премією Радіо ZET імені Анджея Войцеховського[19].
- 2023 - лауреат премії Асоціації польських журналістів "Зелений прус" у категорії "Молодий журналіст"[20].
- 2023 - медаль "Люблін - героям", отримана від мера міста Любліна Кшиштофа Жука[21].
- 2023 - нагорода "Діамант Патроніта"[22].